# Адокса мускусная
Адо́кса му́скусная (лат. Adóxa moschatellína) — многолетнее травянистое растение, вид рода Адокса (Adoxa) семейства Калиновые (Viburnaceae).
Видовое эпитет мускусная (moschatellina) и русские названия растения мускатница, мускусница, мускусная трава объясняются мускусным запахом цветков. Ещё одно русское название растения — пижмачка — связано с похожестью запаха цветков адоксы на запах цветков пижмы (Tanacetum).

## Распространение
Ареал вида охватывает регионы с умеренным климатом всего Северного полушария: почти всю Западную Европу, Северную Африку (Марокко), Россию от западных до восточных границ, Среднюю Азию, Монголию, Китай, Японию, Корею, а также США и Канаду. На севере растение распространено до арктических областей, в горах — до альпийского пояса.
Встречается в широколиственных и смешанных лесах; чаще всего вдоль ручьёв, рек и канав, по склонам оврагов.

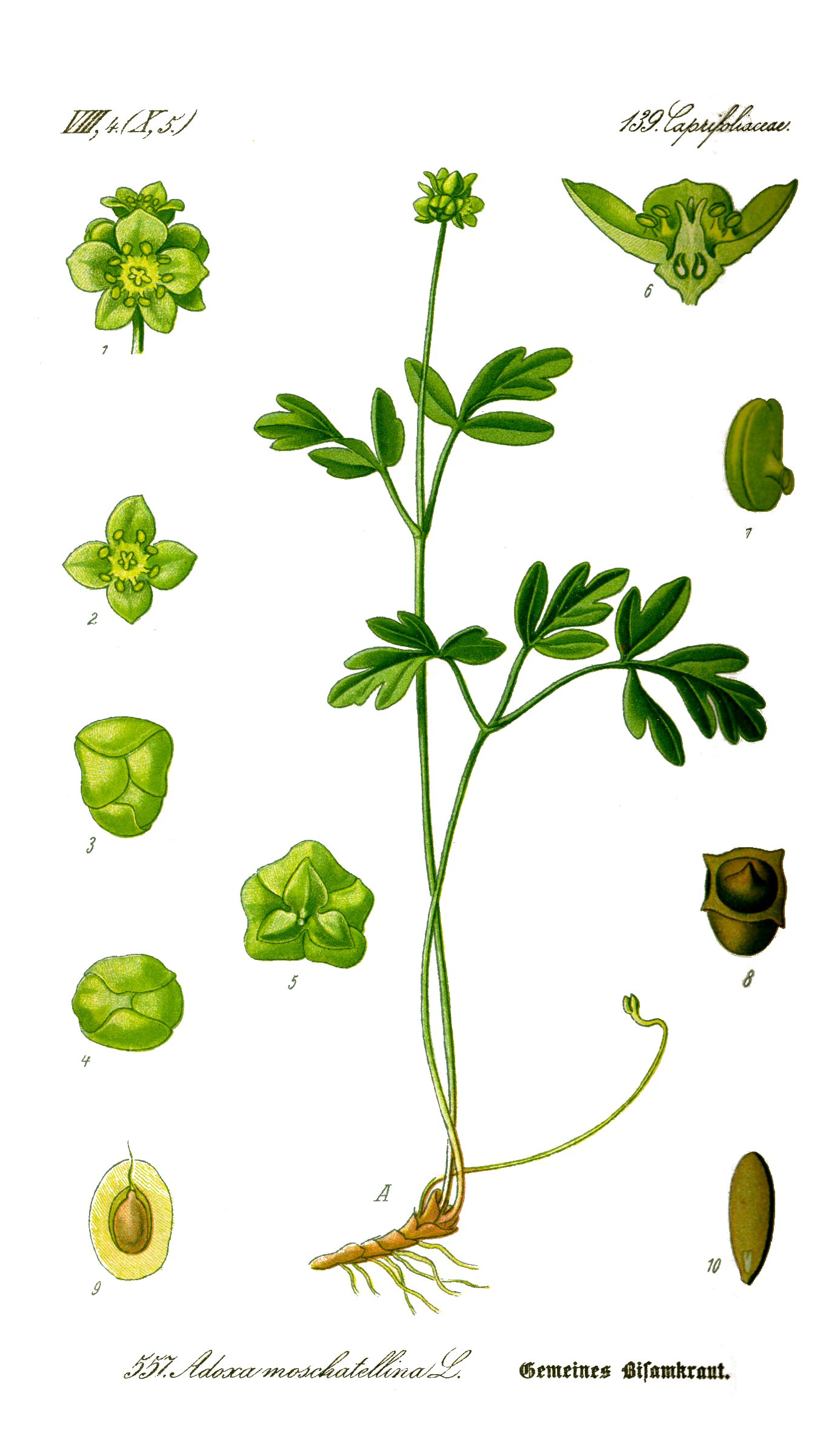
Ботаническая иллюстрация из книги О. В. Томе Flora von Deutschland, Österreich und der Schweiz, 1885

## Биологическое описание
Адокса мускусная — многолетние травянистое растение высотой от 5 до 10—15 см.
Корневище короткое, беловатое.
Для адоксы характерны подземные столоны — однолетние удлинённые тонкие подземные побеги с недоразвитыми листьями.
Стебель обычно один, иногда их несколько.
Листья имеются как прикорневые (один или два дваждытройчатых на черешках длиной до 5 см шириной также до 5 см), так и стеблевые (два тройчатых супротивных).

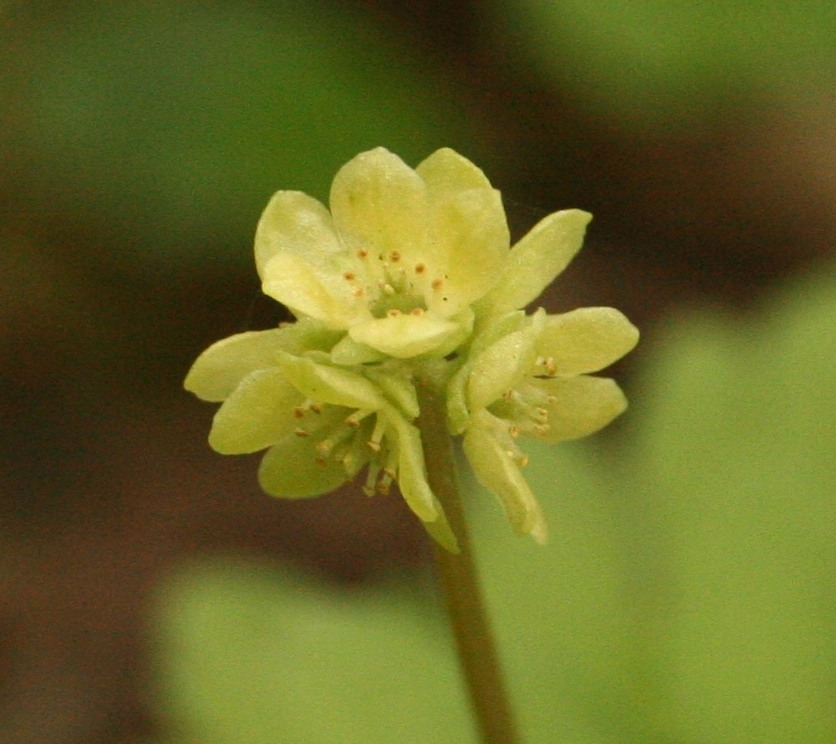
Соцветие адоксы мускусной (Adoxa moschatellina)

Цветки мелкие, зеленоватые, со слабым мускусным запахом, собраны в верхушечных головках. Цветков в соцветиях обычно пять. Центральный цветок — актиноморфный, четырёхдольный, с двумя долями чашечки, с четырьми тычинками. Боковые цветки — слабо зигоморфные, пятидольные, с тремя долями чашечки, с пятью тычинками. Каждая тычинка расщеплена надвое до основания.
Цветение обычно начинается ранней весной, нередко ещё до распускания листьев на деревьях. Длительность цветения — небольшая. Опыление происходит с помощью насекомых; может происходить и самоопыление. Примерное время цветения в Европейской части России — апрель-июнь.
Плоды — синкарпные костянки зеленоватого цвета. Распространяются рыбами (это возможно, поскольку растения нередко растут рядом с водоёмами; к моменту созревания плодов стебель слабеет, изгибается и плоды оказываются у самой поверхности воды) или птицами.

## Химический состав
Мускусный запах цветков адоксы объясняется присутствием в них иридоидного гликозида.

## Использование
Трава адоксы мускусной (лат. Herba Moschatellinae) раньше использовалась в медицинских целях. Корни проявляют антисептическое и ранозаживляющее действие, их водный раствор применяется для промывки гнойных ран.

## Классификация
Первое действительное описание этого вида растений было опубликовано в первом томе работы Карла Линнея Species plantarum (1753).

### Таксономия
Adoxa moschatellina L., 1753, Sp. Pl.: 367
Вид Адокса мускусная относится к роду Адокса (Adoxa) семейства Калиновые (Viburnaceae) порядка Ворсянкоцветные (Dipsacales). Кладограмма в соответствии с Системой APG IV по состоянию на декабрь 2023 года:
|  |                                      |  |                                   |                                   |                     |  | ещё 1 семейство | ещё 1 семейство |                  |  |                        |  | еще 3 вида | еще 3 вида |  |
|  |                                      |  |                                   |                                   |                     |  | ещё 1 семейство | ещё 1 семейство |                  |  |                        |  | еще 3 вида | еще 3 вида |  |
|  |                                      |  |                                   | порядок Ворсянкоцветные           |                     |  |                 |                 | род Адокса       |  |                        |  |            |            |  |
|  |                                      |  |                                   | порядок Ворсянкоцветные           |                     |  |                 |                 | род Адокса       |  | 1 внутривидовой таксон |  |            |            |  |
|  | отдел Цветковые, или Покрытосеменные |  |                                   |                                   | семейство Калиновые |  |                 |                 | Адокса мускусная |  |                        |  |            |            |  |
|  | отдел Цветковые, или Покрытосеменные |  |                                   |                                   |                     |  |                 |                 |                  |  |                        |  |            |            |  |
|  |                                      |  | ещё 63 порядка цветковых растений | ещё 63 порядка цветковых растений |                     |  |                 | ещё 2 рода      | ещё 2 рода       |  |                        |  |            |            |  |
|  |                                      |  |                                   | ещё 63 порядка цветковых растений |                     |  |                 |                 | ещё 2 рода       |  |                        |  |            |            |  |

### Синонимы
- Adoxa inodora Falc. ex C.B.Clarke
- Adoxa inodora (Falc. ex C.B.Clarke) Nepomn.
- Adoxa insularis Nepomn.
- Adoxa moschata Dulac
- Adoxa moschatellina f. japonica (H.Hara) H.Hara
- Adoxa moschatellina var. inodora Falc. ex C.B.Clarke
- Adoxa moschatellina var. insularis (Nepomn.) S.Y.Li & Z.H.Ning
- Adoxa moschatellina var. japonica H.Hara
- Adoxa moschatellina var. moschatellina –
- Adoxa orientalis Nepomn.
- Adoxa tuberosa Gray
- Moschatella adoxa Scop.
- Moschatellina generalis E.H.L.Krause
- Moschatellina tetragona Moench

|                                        |  |  |
| Адокса мускусная (Adoxa moschatellina) |  |  |